# 東京都道237号式根島循環線
東京都道237号式根島循環線（とうきょうとどう237ごう しきねじまじゅんかんせん）は、東京都新島村本村式根島字野伏から東回りに式根島を循環し、同所に戻る都道（一般都道）である。道路の西半分は車両の通行が困難である。
- 起点 新島村本村式根島字野伏
- 終点 新島村本村式根島字野伏
- 延長 3,769m
- 面積 27,437m2

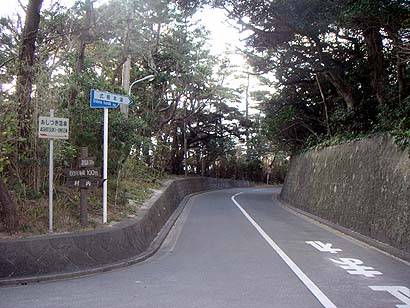
まいまいず井戸付近

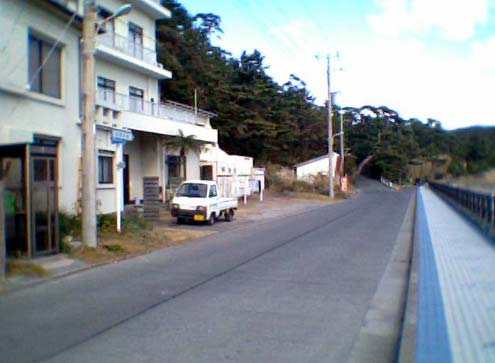
「式根本道」の終点

- 通称 式根本道（新島本村泊 - 式根ヶ沢）東京都通称道路名設定公告整理番号118＝1984年5月1日広告
- 支線 起点付近で、野伏港を経由するルートと短絡するルートの2ルートが存在する（どちらが本線か不明）
- 都道認定要件 地方開発のため特に必要な道路